# Guvernoratul Dhamar
Dhamar (în arabă:ذمار) este un guvernorat în Yemen. Reședința sa este orașul Dhamar.